# 竹田理央
竹田 理央（たけだ りお、1994年7月21日 - ）は、日本の女優である。
東京都出身。東京音楽大学声楽演奏家コース卒業。劇団四季所属。

## 出演

### 舞台・ミュージカル
- ピーターパン（2004年) - マイケル 役
- 劇団四季『ライオンキング』（2005年6月4日~2007年8月5日、四季劇場「春」） - ヤングナラ 役
- アニークリスマスコンサート（2007年、2008年)
- アニー（2008年) - ジュライ 役
- 劇団四季『バケモノの子』（2022年~） - 楓 役
- 劇団四季『ライオンキング (劇団四季)』（2023年~） - アンサンブル
- 劇団四季『ウィキッド(劇団四季)』（2023年~） - アンサンブル　ファニー役
- 劇団四季『ゴーストアンドレディ(劇団四季)』（2024年~） - アンサンブル
- 劇団四季『ゴーストアンドレディ(劇団四季)』名古屋公演（2025年~）エイミー役